# Eadberht (Selsey)
Eadberht (auch Eadbeorht; † zwischen 716 und 731) war erster Bischof von Selsey. Er wurde zwischen 709 und 716 geweiht und trat sein Amt im gleichen Zeitraum an. Er starb zwischen 716 und 731.